# 金城山
金城山（又称金城山森林公园）位于中华人民共和国四川省岳池县北部。它也是岳池县的最高点，素有“小峨嵋”的美称，海拔约为824.6米。

## 地理
森林覆盖面积约5000多亩，其中梨园、桃园达1000多亩。各种森林景观、地貌景观及溶洞景观十分丰富。著名景点有：步虚岩、观日台、打子台、插剑池、抱扑庵、晒经石、会仙桥、莲花寺、打鼓寨等。